# Flacey (Côte-d’Or)
Flacey település Franciaországban, Côte-d’Or megyében. Lakosainak száma 210 fő (2022. január 1.). Flacey Pichanges, Saint-Julien, Clénay, Spoy, Gemeaux és Marsannay-le-Bois községekkel határos.

## Népesség
A település népességének változása:
| Lakosok száma | 107  | 131  | 123  | 163  | 152  | 170  | 185  | 192  | 198  | 210  |
|               | 1968 | 1982 | 1990 | 2006 | 2013 | 2015 | 2017 | 2019 | 2020 | 2022 |